# Valmet
|  | Valmet er også en tagkonstruktionsform |
Valmet Corporation er et finsk virksomhedskonglomerat indenfor udvikling, fremstilling og servicering af pulp, papir og energi. Virksomheden blev genetableret efter fraspaltningen af pulp, papir og energi forretningsområderne fra Metso Group i december 2013. Virksomheden har operationer i omkring 30 lande og omkring 11.000 ansatte. Hovedsædet er i Espoo i Finland og koncernen er børsnoteret på NASDAQ OMX Helsinki Ltd.

## Historie
Navnet er en sammentrækning af det finske Valtion Metallitehtaat (Statens metalfabrikker).
De opstod i 1951, ved at den finske stat sammelagde en række forskellige fabrikker.
Fabrikkerne fremstillede så forskellige ting som, flyvemaskiner, biler, traktorer, lokomotiver, skibe, marinemotorer, våben og husholdningsapparater.
Fabrikken har siden været igennem flere frasalg af dele af produktionen og sammenlægning med andre fabrikker.

### Traktorer
Traktormærket Valmet blev fremstillet i Finland og Brasilien.
Traktorerne har været fremstillet på licens af Eicher i Indien og Hattat i Tyrkiet.
Navnet har været brugt i flere kombinationer opstået efter opkøb:
- Efter opkøb af Volvo BM traktorer i 1979 brugtes handelsnavnet Volvo BM Valmet
- Efter en periode skiftede navnet tilbage til Valmet.
- Efter frasalg af traktordivisionen til Partek i 2001 blev navnet Valtra Valmet indført til traktorerne.
- Efter salg af traktordivisionen til AGCO i 2004, så kom traktorne til at hedde Valtra.